# Гуидри-Уайт, Карлетт
Карлетт Дениз Гуидри-Уайт (англ. Carlette Denise Guidry-White; род. 4 сентября 1968, Хьюстон, Техас) — американская легкоатлетка (бег на короткие дистанции), победительница Игр доброй воли, чемпионка и призёр чемпионатов мира, чемпионка летних Олимпийских игр 1992 и 1996 годов.

## Карьера
На Олимпийских играх 1992 года в Барселоне Гуидри выступала в беге на 200 метров и эстафете 4×100 метров. В первом виде она пробилась в финал, где с результатом 22,30 с заняла 5-е место. В эстафете команда США (Эвелин Эшфорд, Эстер Джонс, Карлетт Гуидри-Уайт, Гвен Торренс), за которую Гуидри бежала на третьем этапе, завоевала золотые медали с результатом 42,11 с. Серебряные медали завоевала Объединённая команда (42,16 с), а бронзовые — команда Нигерии (42,81 с).
На следующей Олимпиаде в Атланте Гуидри снова выступала в тех же дисциплинах. В гладком беге Гуидри заняла 8-е место с результатом 22,61 с. В эстафете команда США (Гейл Диверс, Ингер Миллер, Кристи Гейнс, Гвен Торренс, Карлетт Гуидри-Уайт) стала олимпийской чемпионкой с результатом 41,95 с. Серебряным призёром стала команда Багамских Островов (42,14 с), бронзовым — команда Ямайки (42,24 с).